# 신일초등학교
신일초등학교는 대한민국 경기도 용인시 수지구에 있는 공립 초등학교이다.

## 학교 연혁
- 2004년 12월 7일 신일초등학교 설치(경기도조례 제3373호)
- 2006년 3월 1일 신일초등학교 개교(일반 17학급, 유치원 1학급)
- 2006년 3월 15일 1학급 증설(일반 18학급, 유치원 1학급)
- 2006년 9월 20일 신일초등학교 개교식
- 2007년 2월 14일 제1회 졸업식(남: 39명, 여: 26명, 계: 65명)
- 2007년 3월 1일 3학급 증설(일반 20학급, 유치원 1학급, 사랑반 1학급)
- 2008년 2월 15일 제2회 졸업식(남: 45명, 여: 42명, 계:87명)
- 2008년 3월 1일 제2대 박현숙 교장선생님 취임
- 2008년 3월 1일 20학급 편성(일반:20학급, 유치원 1학급, 사랑반 1학급)
- 2008년 3월 17일 1학급 증설(일반 21학급, 유치원 1학급, 사랑반 1학급)
- 2008년 12월 17일 다목적 강당 개관
- 2009년 2월 13일 제3회 졸업식(남: 53명, 여: 55명, 계: 108명)
- 2009년 3월 2일 1학급 증설(일반 22학급, 유치원 1학급, 사랑반 1학급)
- 2009년 3월 18일 다목적실 칸막이 공사
- 2009년 3월 20일 1학급 증설(일반 23학급, 유치원 1학급, 사랑반 1학급)
- 2009년 7월 30일 보건실 환경개선 공사
- 2010년 2월 8일 제4회 졸업식(남:56, 여: 48, 계: 104명)
- 2010년 3월 1일 23학급 편성(일반:23학급, 유치원 1학급, 사랑반 1학급)
- 2010년 3월 17일 1학급 증설(일반:24학급, 유치원 1학급, 사랑반 1학급)
- 2010년 7월 6일 급식실 천정 보수공사
- 2010년 12월 3일 휠체어 경사로 설치공사
- 2011년 2월 18일 제5회 졸업식(남:51, 여:58, 계:109명)
- 2011년 3월 1일 제3대 박기복 교장선생님 취임
- 2011년 3월 1일 24학급 편성(일반:24학급, 유치원 1학급, 사랑반 1학급)
- 2011년 12월 27일 컴퓨터실 컴퓨터 교체
- 2012년 1월 4일 어학실 설치
- 2012년 2월 17일 제6회 졸업식(남:55, 여: 63, 계: 118명)
- 2012년 3월 1일 24학급 편성(일반:24학급, 유치원 1학급, 사랑반 1학급)
- 2012년 9월 1일 학교 진입로 제설용 열선 설치
- 2012년 11월 12일 동학년 연구실 3실 추가확보
- 2013년 2월 15일 제7회 졸업식(남:56, 여:72, 계:128명)
- 2013년 3월 1일 23학급 편성(일반 23학급, 유치원 1학급, 사랑반 1학급)
- 2014년 2월 14일 제8회 졸업식(남:65, 여:53, 계:118명)
- 2014년 3월 1일 24학급 편성(일반24학급, 유치원1학급, 사랑반1학급, 돌봄교실)
- 2014년 4월 9일 라인 포인트 설치
- 2014년 6월 10일 새놀이시설 설치
- 2014년 8월 20일 자료실 악기장 설치
- 2014년 8월 22일 유리창 안전난간 설치
- 2015년 1월 19일 암막 롤브라인드 설치
- 2015년 2월 17일 제9회 졸업식(남:59, 여:61 계: 120명)
- 2015년 3월 1일 제4대 류이상 교장선생님 취임
- 2015년 3월 1일 24학급편성(일반24학급, 유치원1학급, 사랑반1학급, 돌봄교실)